# Litsea artocarpifolia
Litsea artocarpifolia är en lagerväxtart som beskrevs av James Sykes Gamble. Litsea artocarpifolia ingår i släktet Litsea och familjen lagerväxter. Inga underarter finns listade i Catalogue of Life.